# Cantó de Lisieux-2
El cantó de Lisieux-2 és un cantó francès del departament de Calvados, situat al districte de Lisieux. Té 2 municipis i el cap es Lisieux.

## Municipis
- Lisieux (part)
- Saint-Martin-de-la-Lieue

## Història
| Data d'elecció                           | Identitat          | Partit           | Qualitat |
| ---------------------------------------- | ------------------ | ---------------- | -------- |
| 1945-1949                                | M. Bideau          | RI               |          |
| 1949-1985                                | Robert Bisson      | UDR, després RPR |          |
| 1985-1998                                | Michel Triqueneaux | UDF              |          |
| 1998-2004                                | Gilbert Dehais     | PS               |          |
| 2004-                                    | Clotilde Valter    | PS               |          |
| les dades anteriors no són pas conegudes |                    |                  |          |
|                                          |                    |                  |          |